# Bảo tàng Dân tục La Ốc

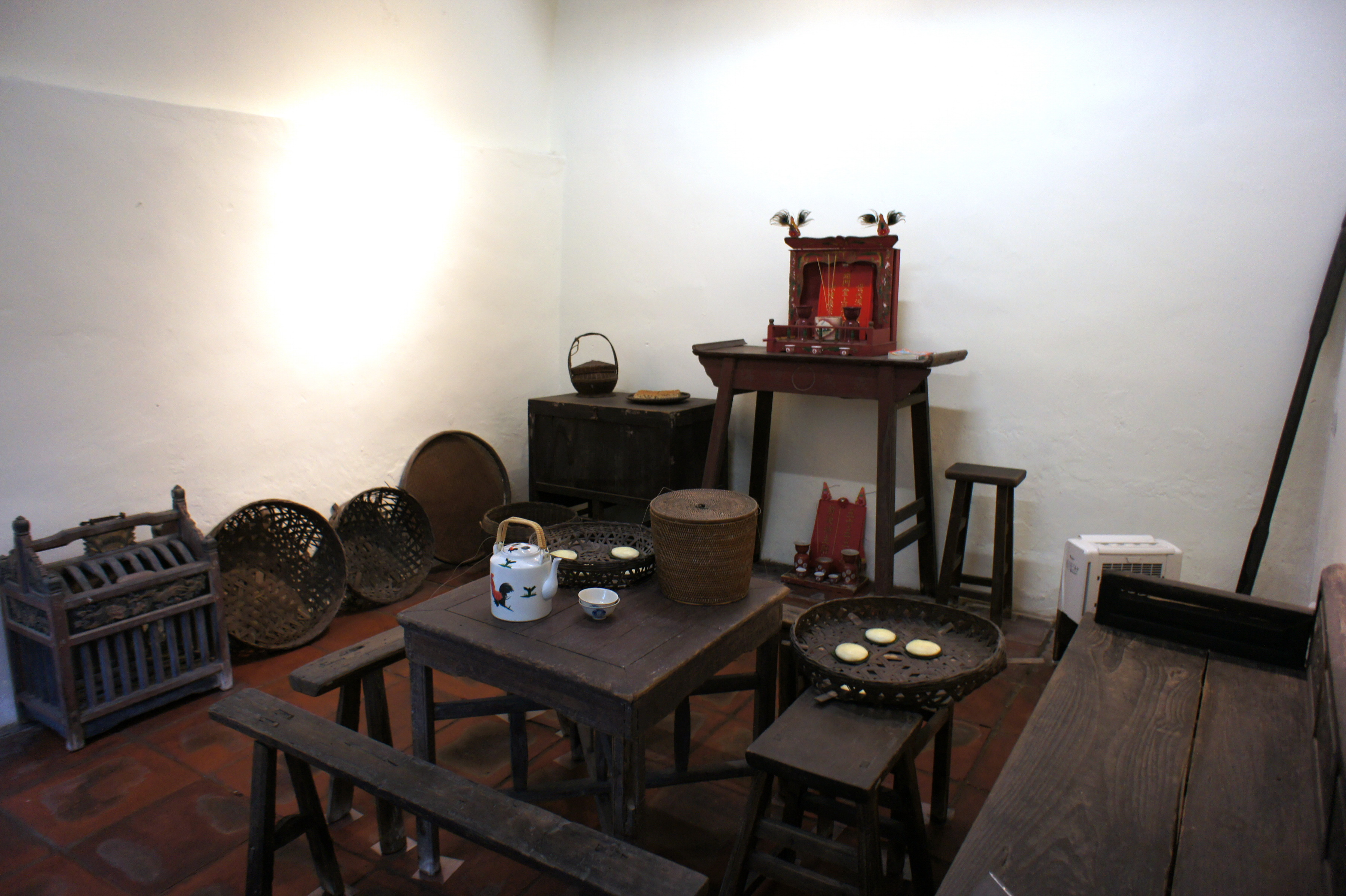
Phòng khách của La Ốc

La Ốc (tiếng Trung: 羅屋; tiếng Anh: Law Uk; có nghĩa là "nhà của La") là một ngôi nhà làng Khách Gia trước đây ở Trại Loan, Hồng Kông. Ngôi nhà được đặt theo tên họ của gia đình sống tại đây và được xây dựng vào giữa thế kỷ 18 dưới thời nhà Thanh, khoảng 90 năm trước khi người Anh chiếm đảo Hồng Kông. Nó đã được phát hiện lại vào những năm 1970 và là một di tích pháp định của Hồng Kông. Sau khi được khôi phục, ngôi nhà đã được chuyển thành Bảo tàng Dân tục La Ốc (tiếng Trung: 羅屋民俗館; Hán Việt: La Ốc dân tục quán), phục vụ như một phần của Bảo tàng Lịch sử Hồng Kông. Đó là công trình kiến trúc của người Khách Gia duy nhất còn sót lại trong khu vực.

## Lịch sử
Căn nhà không được biết chính xác được xây vào thời điểm nào, nhưng người ta ước tính ngôi nhà được xây dựng vào giữa thế kỷ 18. Đây là khoảng thời gian gia đình nhà La chuyển đến Hồng Kông từ huyện Bảo An ở tỉnh Quảng Đông. Còn các tài liệu chính thức từ thời nhà Thanh cho rằng ngôi nhà được xây vào khoảng từ năm 1767 và 1796. Sự tồn tại của những tài liệu này, thuộc sở hữu của gia đình nhà La, được đưa ra ánh sáng khi La Ốc được khám phá lại. Vào thời điểm được xây dựng, ngôi nhà nằm trên bờ biển của đảo Hồng Kông với cảng Victoria. Tuy nhiên, bây giờ nó ở sâu hơn nhiều trong đất liền do cải tạo đất đã được thực hiện trong những năm qua.
Khu vực xung quanh Trại Loan ngày nay không có người ở và chỉ đơn giản là đất cằn cỗi và rừng. Khi gia đình nhà La chuyển đến đó, họ là một phần của đoàn tùy tùng gồm khoảng 300 người Khách Gia (Hakka) định cư trong khu vực và thành lập một ngôi làng. Phần lớn trong số họ làm nghề cắt đá ở các mỏ đá lân cận. Còn một số người khác là ngư dân do khu vực này gần biển. Tuy nhiên, gia đình La là những người nông dân trồng lúa nghèo và cũng nuôi gà và lợn trong trang trại của họ.
Một trong những cánh nhà của La Ốc đã bị phá hủy trong Trận chiến Hồng Kông năm 1941, khi ngôi nhà bị trúng viên đạn pháo của người Nhật bắn vào. Tuy nhiên, lối sống ở làng Khách Gia vẫn tiếp tục trong sự chiếm đóng của Nhật Bản tại Hồng Kông cho đến năm 1945. Sau khi Chiến tranh thế giới thứ hai kết thúc, số người tị nạn đến thuộc địa tăng lên đáng kể và họ bắt đầu dựng những túp lều lụp xụp trên những ngọn đồi xung quanh Trại Loan. Điều này đã "phá hủy cách sống của người Khách Gia."
Do thiếu đất ở, ngôi làng bị giải tỏa và phá hủy, Trại Loan trở thành một khu công nghiệp với nhiều khu nhà ở công cộng. Do đó, gia đình nhà La đã rời khỏi ngôi nhà vào năm 1960 và được tái định cư vào một trong những khu nhà ở xung quanh. Đây là một tình huống tương tự đối với những người dân làng khác, có con cháu hiện đang sống trong các khu chung cư gần nơi ngôi làng từng ở.

## Tu bổ lại

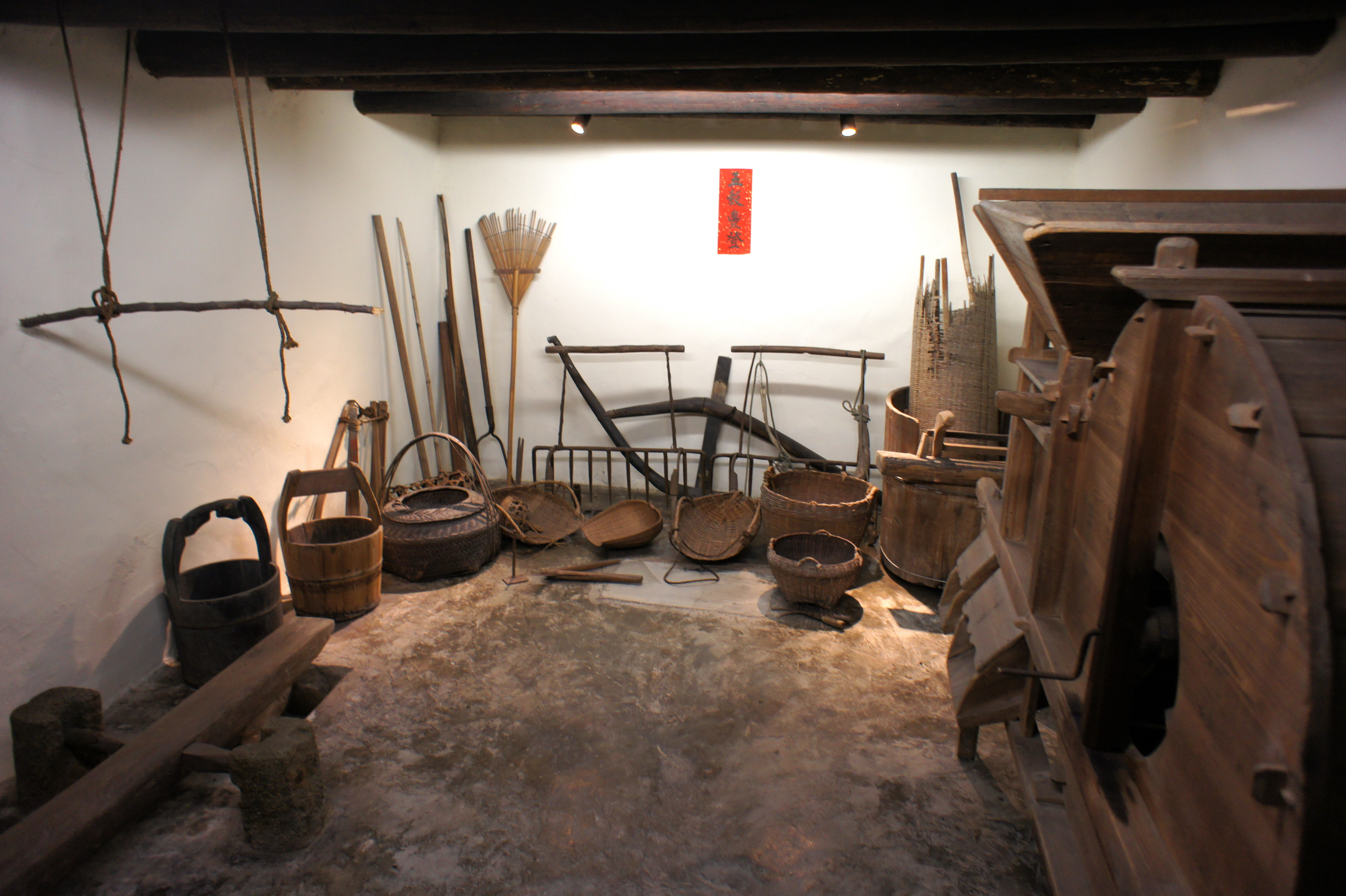
Phòng tiện ích của La Ốc

Trước khi khám phá lại, La Ốc bị bỏ quên trong tình trạng vô chủ và được sử dụng làm xưởng sản xuất đồ nội thất bằng kim loại. Điều này khiến căn nhà trở thành một mối nguy hiểm khi có hỏa hoạn xảy ra, do sơn phun và các hàng hóa dễ cháy khác được lưu trữ bên trong.
Ngôi nhà cuối cùng đã được tu bổ và mở cửa trở lại với tên gọi là Bảo tàng Dân tục La Ốc vào năm 1989. Nó được tuyên bố là một di tích của Hồng Kông cùng năm vào ngày 10 tháng 11. Bảo tàng từng là một trong ba chi nhánh của Bảo tàng Lịch sử Hồng Kông, cùng với Bảo tàng Bảo vệ Bờ biển Hồng Kông và Bảo tàng Cổ mộ Lý Trịnh Ốc. Hiện nay, Bảo tàng Lịch sử Hồng Kông đã được mở rộng thành năm bảo tàng chi nhánh.
Do kích thước khiêm tốn và vị trí không lý tưởng giữa các nhà máy công nghiệp, bảo tàng đã không được chăm sóc tốt trong những năm qua. Bởi vì điều này, Bảo tàng Hồng Kông đã dự tính đóng cửa Bảo tàng Dân gian La Ốc. Tuy nhiên, nó vẫn mở và hoạt động cho đến ngày nay.
La Ốc là ngôi nhà truyền thống của người Khách Gia duy nhất còn sót lại ở Trại Loan.

## Kiến trúc
La Ốc đã được mô tả là một ngôi nhà Khách Gia "tiêu biểu", bao gồm năm phòng có thể cho khoảng mười người sống. Nằm ở trung tâm xung quanh phòng chính, ngôi nhà được thiết kế đối xứng và có đèn chiếu sáng ở phía trước phòng lớn. Đây là chìa khóa vì ngôi nhà không có nhiều cửa sổ, vì sợ bọn cướp và cướp biển.
Sau khi được tu bổ vào những năm 1980, một phụ lục mới của ngôi nhà đã được xây dựng phù hợp với phong cách kiến trúc tổng thể của La Ốc.